# جاناتان لوین
جاناتان لوین (انگلیسی: Jonathan Levine؛ زادهٔ ۱۸ ژوئن ۱۹۷۶) یک کارگردان، و فیلم‌نامه‌نویس اهل ایالات متحده آمریکا است.

## سنین جوانی و تحصیلات
لوین در شهر نیویورک در یک خانواده یهودی به دنیا آمد و بزرگ شد. او در مدرسه سنت برنارد در منهتن و آکادمی فیلیپس در اندوور، ماساچوست تحصیل کرد. او در رشته نشانه‌شناسی هنر در دانشگاه براون تحصیل کرد و مدرک لیسانس گرفت.

## حرفه
لوین، قبل از شروع حرفه کارگردانی خود، دستیار پل شریدر کارگردان فیلم بود. در سال ۲۰۰۶، فیلم کوتاه پایان‌نامه‌اش نامزد جایزه بهترین فیلم کوتاه مستقل در جایزه بلک ریل شد، که همچنین در جشنواره فیلم بروکلین در سال ۲۰۰۵ برای بهترین فیلمبرداری توسط پترا کورنر موفق به دریافت گواهی ممتاز شد.
در سال ۲۰۰۵ او یک مستند کوتاه با عنوان Love Bytes نوشت و کارگردانی کرد، که در آن او به یک سفر در جاده‌های دور کشور پرداخت تا با کمک یک لپ‌تاپ و یک آئودی ای۳ در شهرهای بزرگ به دنبال عشق بگردد.
لوین یک برنامه آزمایشی برای یک سریال کمدی تلویزیونی به نام شوتایم فیلمبرداری کرد که توسط مدیر اجرایی آن جیم کری با عنوان I'm Dying Up Here (من اینجا دارم می‌میرم) ساخته شده بود، که بخشی از آن بر اساس داستان تقریبا واقعی کتابی به همین نام در سال 2010 توسط ویلیام نودلسدر درباره صحنه کمدی پخش زنده در دهه ۱۹۷۰ در لس آنجلس، تهیه شده بود. 